# Encarsia muliyali
Encarsia muliyali är en stekelart som beskrevs av Mani 1941. Encarsia muliyali ingår i släktet Encarsia och familjen växtlussteklar. Inga underarter finns listade i Catalogue of Life.